# Martinica
Martinica (macedónul: Мартиница) település Észak-Macedóniában, a Északkeleti körzetben, Kriva Palanka községben.

## Népesség
| Lakosok száma | 302  | 355  | 310  | 345  | 245  | 179  | 182  | 157  | 125  |
|               | 1948 | 1953 | 1961 | 1971 | 1981 | 1991 | 1994 | 2002 | 2021 |

- 2002-ben 157 lakosa volt, akik mindannyian macedónok.